# André Plumot
André Plumot, né à Anvers le 10 février 1829 et mort dans la même ville le 25 avril 1906, est un peintre belge connu pour ses représentations animalières, ses paysages et ses scènes d'intérieur.
Il expose régulièrement aux salons triennaux belges, aux Expositions des maîtres vivants aux Pays-Bas, et également en Europe, aux États-Unis et en Australie. Ses œuvres sont conservées au Musée royal des Beaux-Arts d'Anvers, en Grande-Bretagne et en Russie.

## Biographie

### Famille
Né à Anvers, section 5, no 2001, le 10 février 1829, André (Andreas) Plumot est l'aîné des quatre enfants de Jean Baptiste Plumot (1803-1866), ouvrier et de Jeanne Françoise Van Ishoven (1801-1875), mariés en 1828. André Plumot demeure célibataire.

### Formation
De santé fragile, André Plumot dessine dès l'enfance. Une visite qu'il effectue, à douze ans, au Musée d'Anvers conforte son souhait de devenir artiste. Son père le soutient dans cette voie et lui permet de se former à l'Académie royale des beaux-arts d'Anvers, où il suit l'enseignement d'Edward Dujardin et de Jean Antoine Verschaeren. Il complète simultanément ses études académiques en fréquentant les ateliers d'autres peintres. Il commence chez Nicaise De Keyser, où il est surtout employé comme commissionnaire, puis il devient l'élève d'Henri Carpentero dont le départ pour les Pays-Bas contraint André Plumot à se choisir un nouveau professeur : Alexandre Louis Lion, chez lequel il réalise son premier tableau officiel : L'Antiquaire. Cependant c'est un tableau intitulé Une forge qu'il envoie au Salon de Bruxelles de 1848. Il a également pour maître le peintre paysagiste et animalier anversois Henri Van der Poorten. En 1849, il quitte l'Académie et expose au Salon d'Anvers.

### Carrière
Au début de sa carrière, André Plumot, servi par son talent de dessinateur, peint des intérieurs des XVIe et XVIIe siècles, genre lucratif à cette époque. Son état de santé devenant de plus en plus délétère, les médecins lui conseillent un long séjour à la campagne. Toutefois, incapable d'en assumer les frais et retenu à Anvers par la santé de sa mère requérant des soins et une présence constantes, il opte pour des promenades quotidiennes dans les environs de la ville, essentiellement dans les polders. Au cours de ses balades quotidiennes, il s'inspire de la nature et commence à réaliser des peintures animalières. Cette prédilection pour la nature est renforcée lors de sa rencontre, au début des années 1860, avec Jacques Rosseels et Isidore Meyers, à l'époque où naît l'école de Calmpthout, en Campine dans la province d'Anvers. André Plumot s'inspire de ce mouvement prônant la peinture de plein air.
André Plumot participe à de nombreuses expositions nationales en Belgique (au moins 30 salons triennaux) et aux Pays-Bas (huit expositions des maîtres vivants à La Haye et à Amsterdam). Ses œuvres sont également présentes aux expositions internationales. En 1872, en visite à Londres, le shah de Perse lui achète une toile représentant des chèvres sur une route montagneuse, tableau qu'il avait envoyé à l'Exposition des beaux-arts et qui lui avait valu un diplôme. il obtient les récompenses suivantes : une médaille à l'Exposition universelle de 1876 à Philadelphie, une médaille d'or au Salon de Gand de 1880, un diplôme à l'Exposition internationale de l'industrie du coton à La Nouvelle-Orléans en 1884, de même qu'à l'Exposition internationale de l'industrie, des sciences et des arts d'Édimbourg en 1886, une distinction à l'Exposition internationale du jubilé d'Adélaïde en 1887 et une médaille d'argent à Exposition du centenaire à Melbourne en 1889. La renommée du peintre lui permet de vendre ses toiles aux États-Unis, et notamment à la famille Vanderbilt, au magnat John Davison Rockefeller et au futur président Woodrow Wilson.
Exposant jusqu'à ses derniers jours au Cercle artistique, André Plumot meurt, en son domicile rue des Nerviens no 77 à Anvers, à l'âge de 77 ans, le 25 avril 1906.

## Œuvre

### Caractéristiques
André Plumot est surtout connu pour ses représentations animalières, ses paysages et ses scènes d'intérieur. Son champ pictural a évolué dans les années 1860, lorsqu'il abandonne progressivement les scènes de genre au profit des paysages étoffés de représentations animalières : moutons, chèvres et bovins. Ses progrès sont salués par la critique qui le considère comme l'un des meilleurs peintres animaliers belges lorsqu'il expose au Salon de Bruxelles de 1875.

### Expositions

#### Expositions triennales belges

##### 1848 - 1870
- Salon de Bruxelles de 1848 : Une forge[8].
- Salon d'Anvers de 1849 : Une conversation et Une visite[9].
- Salon de Gand (XXI) de 1850 : Promenade dans le parc[10]..
- Salon de Bruxelles de 1851 : Guillaume IV comte de Hollande ; un jongleur lui prédit qu'il succombera sous le glaive des Frisons[11].
- Salon d'Anvers de 1852 : La Guirlande de fleurs et L'Attente de la réponse[12].
- Salon de Bruxelles de 1854 : Le Jeu de cache-cache[13].
- Salon d'Anvers de 1855 : Le Bon pasteur[14].
- Salon de Gand (XXIII) de 1856 : La Consigne et La Mère heureuse[15].
- Salon d'Anvers de 1858 : Le Bon grand-père et Mère ! Une petite fleur[16].
- Salon de Bruxelles de 1860 : Cuisine hollandaise au XVIIè siècle, Oh ! Ma mère s'éveille, Les Poulets de grand papa et Le Chiffonnier anversois[17].
- Salon d'Anvers de 1861 : Cuisine hollandaise, L'Heureuse mère et Le Cadeau[18].
- Salon de Bruxelles de 1863 : Le Retour du travail et Les Désagréments de la chasse, La Servante du curé et Jeune fille avec des fleurs[19].
- Salon d'Anvers de 1864 : La Bonne grand-mère et Bergère et ses chèvres favorites[20].
- Salon de Bruxelles de 1866 : Le Taureau[21].
- Salon d'Anvers de 1867 : Vers le berceau et Vers la bruyère[22].

##### 1871 - 1903
- Salon de Gand (XXVIII) de 1871 : Au repos[23].
- Salon de Bruxelles de 1872 : Souvenir des Ardennes[24].
- Salon d'Anvers de 1873 : La Sortie de la ferme et Le Pont dangereux[25].
- Salon de Bruxelles de 1875 : En route pour le marche, Le Berger et La Chevrière[26].
- Salon d'Anvers de 1876 : Au repos, Chemin creux et La Traversée du pont[27].
- Salon de Bruxelles de 1878 : La Sortie de la ferme et Le Passage du pont[28].
- Salon de Gand (XXXI) de 1880 (médaille d'or) : Le Pont dangereux et Souvenir des fortifications de Bouvignies (Dinant)[29].
- Salon de Bruxelles de 1881 : Passage du pont et À la barrière[30].
- Salon de Gand de 1883 (XXXII) : Ferme aux environs de Spa et Le Maréchal ferrant[31].
- Salon de Bruxelles de 1884 : Ferme et village[32].
- Salon de Bruxelles de 1887 : Bergerie et Dans les ruines de l'abbaye de Villers[33].
- Salon d'Anvers de 1888 : Bergerie et La Chevrière dans les ruines de l'Abbaye de Villers et Repos[34].
- Salon d'Anvers de 1891 : Troupeau de moutons traversant Targnon et Le Pont dangereux[35].
- Salon de Bruxelles de 1893 : Troupeau de moutons traversant le hameau de Targnon[36].
- Salon de Bruxelles de 1903 : Le Retour du marché et Le Passage du pont (aquarelles)[37].

#### Expositions aux Pays-Bas
- Exposition des maîtres vivants à Amsterdam en 1848 : Un Bon grand-père[38].
- Exposition des maîtres vivants à La Haye en 1849 : Adriaan Brouwer étudiant à Gaasbeek[39].
- Exposition des maîtres vivants à Amsterdam en 1854 : La Mariée et Le Vieil amant[40].
- Exposition des maîtres vivants à La Haye en 1857 : Personne à l'intérieur ![41].
- Exposition des maîtres vivants à Amsterdam en 1858 : Marie d'Autriche peignant des fleurs dans son atelier[42].
- Exposition des maîtres vivants à La Haye en 1859 : Le Petit déjeuner[43].
- Exposition des maîtres vivants à Amsterdam en 1868 : Bétail sur les rivages de l'Escaut[44].
- Exposition des maîtres vivants à Amsterdam en 1871 : Retour du pâturage et Le Repos[45].

### Collections muséales

#### Belgique
- Musée royal des Beaux-Arts d'Anvers : douze tableaux de peinture animalière (des vaches, des chèvres, des moutons) et une scène de genre[46].

#### Grande-Bretagne
- Warrington Museum & Art Gallery, Cheshire : Retour , huile sur toile, inventaire no 1988.35, format 95 × 128 cm, don en 1888[47].

#### Russie
- Musée des beaux-arts Kalouga, Oblast de Kalouga : Antoine van Dyck peignant un portrait (attribué à André Plumot) (1853), huile sur toile, format 68 × 83cm, inventaire no KM0023[48].

### Galerie

Sur le pont (1878), Musée royal des Beaux-Arts d'Anvers.
Scène domestique, Musée royal des Beaux-Arts d'Anvers.
Chèvres, Musée royal des Beaux-Arts d'Anvers.
Taureau, Musée royal des Beaux-Arts d'Anvers.
Vaches (vers 1873), Musée royal des Beaux-Arts d'Anvers.

## Honneur
- Chevalier de l'ordre de Léopold (16 janvier 1892)[7].